# Ilse Schneider (Malerin)
Ilse Schneider (* 12. Oktober 1910 in Wien; † 22. Oktober 1991 in Glückstadt) war eine deutsche Kunsterzieherin und Malerin.

## Leben

### Persönliches
Ilse Schneider wurde als Kind Berliner Eltern in Wien geboren.
Gemeinsam mit Horst Skodlerrak hatte sie eine Tochter, Christiane Nockemann (geb. Schneider), 1942 in Berlin geboren, die ebenfalls Künstlerin wurde.

### Werdegang
Ilse Schneider besuchte während des Ersten Weltkriegs eine Privatschule in Straßburg, bis ihre Familie zum Ende des Kriegs nach Berlin zog und sie ihren Schulbesuch bis zur Beendigung mit dem Abitur dort weiterführte.
Sie hatte das Ziel Volksschullehrerin zu werden und besuchte hierzu, nach einem halbjährigen Vorbereitungskurs bei dem Maler August Wilhelm Dressler, seit 1930 die staatliche Berliner Kunstschule. Sie erhielt dort, unter anderem, Unterricht bei Curt Lahs und schuf abstrakte Kompositionen sowie Landschaftsbilder nach der Natur. Nachdem Curt Lahs als „entarteter Künstler“ entlassen worden war, wurde sie von Konrad von Kardorff weiter unterrichtet. Eine ihrer Mitstudentinnen war die spätere Malerin Gertrud von Hassel.
Aufgrund ihrer politischen Äußerungen gegenüber den Nationalsozialisten wurde sie nicht zum künstlerischen Examen zugelassen; Alexander Kanoldt, der Direktor der Schule, war der Ansicht, sie müsse erst einmal gezähmt werden.
1936 legte sie die Staatsprüfung für das Künstlerische Lehramt ab und war darauf einige Zeit als Vertretung im Schuldienst in Wormditt in Ostpreußen tätig; in dieser Zeit schuf sie sich die finanzielle Voraussetzung, ein weiteres Studium an der Königsberger Kunstakademie zu absolvieren; dort erhielt sie unter anderem Unterricht bei Alfred Partikel im Landschaftsmalen sowie bei Eduard Bischoff und Franz Marten. 1939 nahm sie in Königsberg an der Ausstellung Ostpreußenkunst. 65. Kunstausstellung des Kunstvereins Königsberg teil. Seit 1941 war sie dann im Schuldienst in Berlin und Friedland in Ostpreußen tätig.
Nach ihrer Flucht zum Ende des Zweiten Weltkriegs, bei dem ihre sämtlichen Bilder verloren gingen, fand sie 1945 einen künstlerischen Neuanfang in Reinbek.
1951, nach ihrer Umsiedlung nach Glückstadt, konzentrierte sie sich, neben ihrer Tätigkeit als Kunsterzieherin an der dortigen Detlefsenschule, vornehmlich auf Aquarellmalerei.

### Künstlerisches Wirken
Im Laufe der Zeit versuchte Ilse Schneider nicht mehr die Landschaft als Ganzes zu erfassen, sondern verlieh ihrem Mitleid an der missachteten Natur durch Konzentration auf die Darstellung von Moosen, Blättern und Blüten Ausdruck. Ihre Selbstbildnisse sind Zeugnisse ihrer Selbstreflexion.

## Ausstellungen
Im Oktober 2010 wurde anlässlich ihres hundertjährigen Geburtstages eine Vernissage in der Galerie der Heesch-Mühle in Glückstadt durchgeführt.

## Sammlungen (Auswahl)
Werke von Ilse Schneider befinden sich:
- Schleswig-Holsteinisches Landesmuseum Schloss Gottorf in Schleswig
- Altonaer Museum in Hamburg
- Detlefsen-Museum in Glückstadt
- Kulturministerium in Kiel